# Lotus Symphony
IBM Lotus Symphony foi um conjunto de aplicativos para criar, editar e compartilhar arquivos de processador de texto, planilhas eletrônicas e outros documentos, desenvolvido gratuitamente pela IBM e lançado em 2007. Seu nome é inspirado pelo pacote integrado de aplicativos para DOS lançado em julho de 1984 pela Lotus Software, adquirida pela IBM em 1995.
Em Julho de 2011, IBM anunciou que doaria o código-fonte do Lotus Symphony para o Apache OpenOffice. A versão 4.0 do OpenOffice deverá conter alguns dos recursos do Lotus Symphony e a IBM pretende lançar uma versão própria do OpenOffice 4.0, de código aberto, que será sucessora do Lotus Symphony e que, através de extensões pagas, será integrada com seus outros produtos.

## Lotus Symphony para DOS
A primeira aparição do Lotus Symphony foi como uma suíte integrada de aplicativos para DOS desenvolvida pela Lotus Development como um sucessor para a popular planilha eletrônica Lotus 1-2-3. O Lotus Jazz para Apple Macintosh era um programa equivalente.
Apesar do 1-2-3 ser apresentado como um produto integrado com planilha eletrônica, banco de dados e funções gráficas (origem do nome "1-2-3"), programas integrados como o AppleWorks começavam a se tornar popular na época, então a Lotus procurou desenvolver algo semelhante.

## IBM Lotus Symphony
IBM Lotus Symphony inclui:
- IBM Lotus Symphony Documents, um processador de texto
- IBM Lotus Symphony Spreadsheets, planilha eletrônica
- IBM Lotus Symphony Presentations, a programa de apresentação

Symphony é compatível com o formato de arquivo OpenDocument (ODF), além dos utilizados por Microsoft Office e Lotus SmartSuite, mas não o formato Office Open XML, utilizado pelo Microsoft Office 2007. Pode exportar seus arquivos no formato Portable Document Format (PDF).
Disponível inicialmente para Linux e Windows, a partir da versão 1.2 também para Mac OS X. O programa foi desenvolvido a partir da plataforma Eclipse com o IBM Lotus Expeditor como interface e OpenOffice.org 1.1.4 como núcleo do código-fonte da suíte. Entre os requisitos de sistema estão 512MB de memória RAM e 540MB de espaço livre no disco rigido.